# Bandungkonferensen

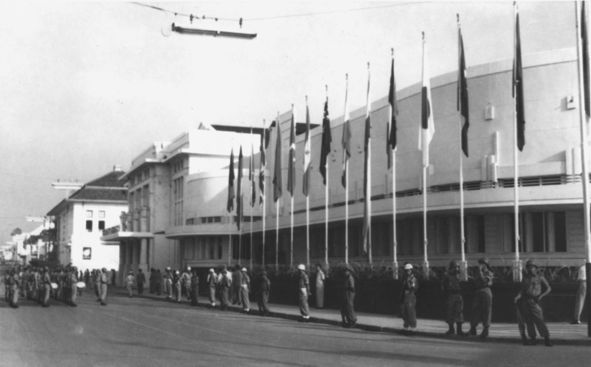
Ett fotografi från konferensen 1955.

Bandungkonferensen var en afroasiatisk, antikolonialistisk diplomatisk konferens som hölls mellan den 18 och 24 april 1955 i Bandung, Indonesien, med representanter för 29 stater och blivande stater från Afrika och Asien. Konferensen ledde till att begreppet "tredje världen" etablerades som identitet, samt så småningom till De alliansfria staternas organisation.

## Bakgrund
Efter andra världskriget föll västvärldens imperier samman och därmed även grundvalen för kolonialismen. Redan 1927 hade en första antikolonialistisk konferens hållits i Bryssel, med medverkan av bland annat Kina och Sovjetunionen, och Jawaharlal Nehru för Indien. Nehru fortsatte detta arbete när han blivit president i ett självständigt Indien, och verkade energiskt för en samasiatisk rörelse. Detta blev dock inte verklighet. 
I stället bildades under 1950-talet en arabasiatisk grupp inom Förenta nationerna, som gemensamt verkade emot Frankrikes roll i Indokina och Algeriet. Två gånger under 1954, i april och december, möttes fem länder för att göra förberedelser för en afroasiatisk rörelse vilken med gemensamma krafter skulle kunna fungera som motkraft mot de starka kolonialmakterna. Dessa länder var Burma, Ceylon, Indien, Indonesien och Pakistan.
Den internationella politiken efter andra världskriget präglades av kalla kriget, mellan Sovjetunionen och USA och deras respektive allierade.

## Konferensen
Av flera skäl fanns problem i fråga om vilka som skulle inbjudas till en afroasiatisk konferens. Sovjetunionen fick ingen inbjudan, men däremot några stater som ännu inte var självständiga samt några organisationer. Sammanlagt deltog 29 stater: Afghanistan, Burma, Ceylon, Egypten, Etiopien, Filippinerna, Indien, Indonesien, Irak, Iran, Japan, Jemen, Jordanien, Kambodja, Kina, Laos, Libanon, Liberia, Libyen, Nepal, Pakistan, Saudiarabien, Sudan, Syrien, Thailand, Turkiet, (Nord- och Syd-) Vietnam, var redan självständiga stater. Guldkusten var ännu inte självständigt men närvarade, liksom representanter för Algeriet (FLN), Marocko, Tunisien, Cypern, och stormuftin av Jerusalem för Palestina.
Syftet var att upprätta relationer och gynna gemensamma intressen, att granska ekonomiska och kulturella utbyten mellan staterna, att granska Afrikas och Asiens ställning i världen, och att diskutera gemensamma problem. Som gemensamma problem avsågs oavhängighet, rasism och kolonialism.
Konferensen leddes av den indonesiske presidenten Sukarno som ordförande, och engelska blev det gemensamma språket – franskan hade länge haft ställning som diplomatiskt språk vilket konferensen bortsåg från. Sukarno öppnade konferensen med att benämna samlingens syfte som att mobilisera "nationernas moraliska våld till förmån för freden". Trots att Kina var kommunistiskt, och trots att flera stater var allierade med USA eller Storbritannien, sade Zhou Enlai för Kina att de inte hade några betänkligheter inför att samarbeta med borgerliga nationalister.
Konferensens slutliga överenskommelser inbegrep att Förenta nationerna skulle inrätta en fond för ekonomisk utveckling i deras länder, att förmå FN att skapa prisstabilitet, och ett gemensamt program för handel och utvinning av olja. Det senare ledde till att Opec bildades. De lade även fram ett principprogram i tio punkter, av vilka fem, de så kallade panchsheel, hade formulerats tidigare av Nehru. Det fullständiga principprogrammet innehöll sålunda: respekt för varandras suveränitet och territoriella integritet, nonaggression, att inte blanda sig i varandras inre angelägenheter, staters jämlikhet, fredlig samexistens, att alla raser och nationer var jämlika, rätten till individuellt och kollektivt självförsvar, att inte ingå en försvarsallians med stormakterna, respekt för FN:s principer och mänskliga rättigheter.

## Effekter och följder
Genom Bandungkonferensens fokus på alliansfrihet, bildades De alliansfria staternas organisation 1961 i Belgrad.
Den afroasiatiska rörelsen hade efter Bandung ytterligare flera konferenser, bland annat i Kairo mellan den 26 december 1957 och 1 januari 1958. I den deltog representanter för olika samhällsgrupper, och även om delegationerna ofta leddes av statsöverhuvuden representerade de inte sina stater. Vid konferensen i Kairo deltog Sovjetunionen. I denna fördömdes EEC som kolonialmakt.